# Moss FK
Moss FK, bildad 28 augusti 1906, är en fotbollsklubb i Moss i Norge. Klubben vann norska cupmästerskapet i fotboll för herrar 1983 och norska seriemästerskapet i fotboll för herrar 1987. Klubben vann även norska U-19-cupmästerskapet för herrjuniorer 1983 och 1984.